# Carlos Ostolaza
Carlos Ostolaza Nano (Lima, 5 de septiembre de 1936) es un médico, naturalista y botánico peruano. Ha publicado libros, artículos académicos y realizado evaluaciones sobre plantas, especialmente de la familia Cactaceae.

## Biografía

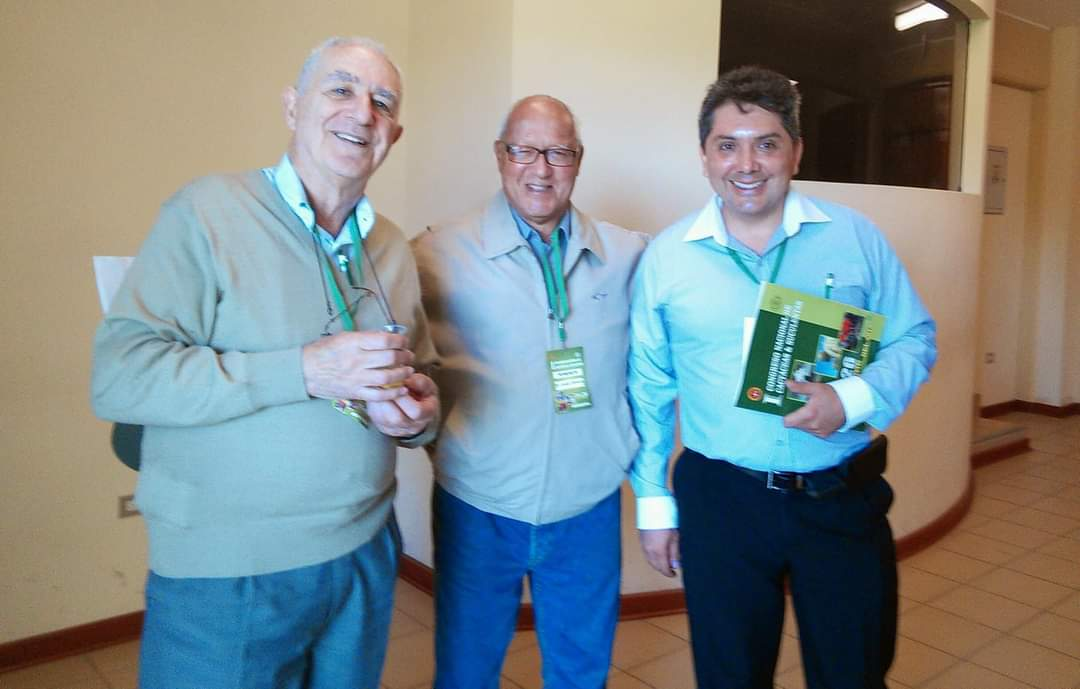
Roberto Kiesling (izquierda), Carlos Ostolaza (centro) y Guillermo Pino (derecha) reunidos en el Congreso Nacional de Cactáceas y Suculentas en Arequipa, Perú de 2013

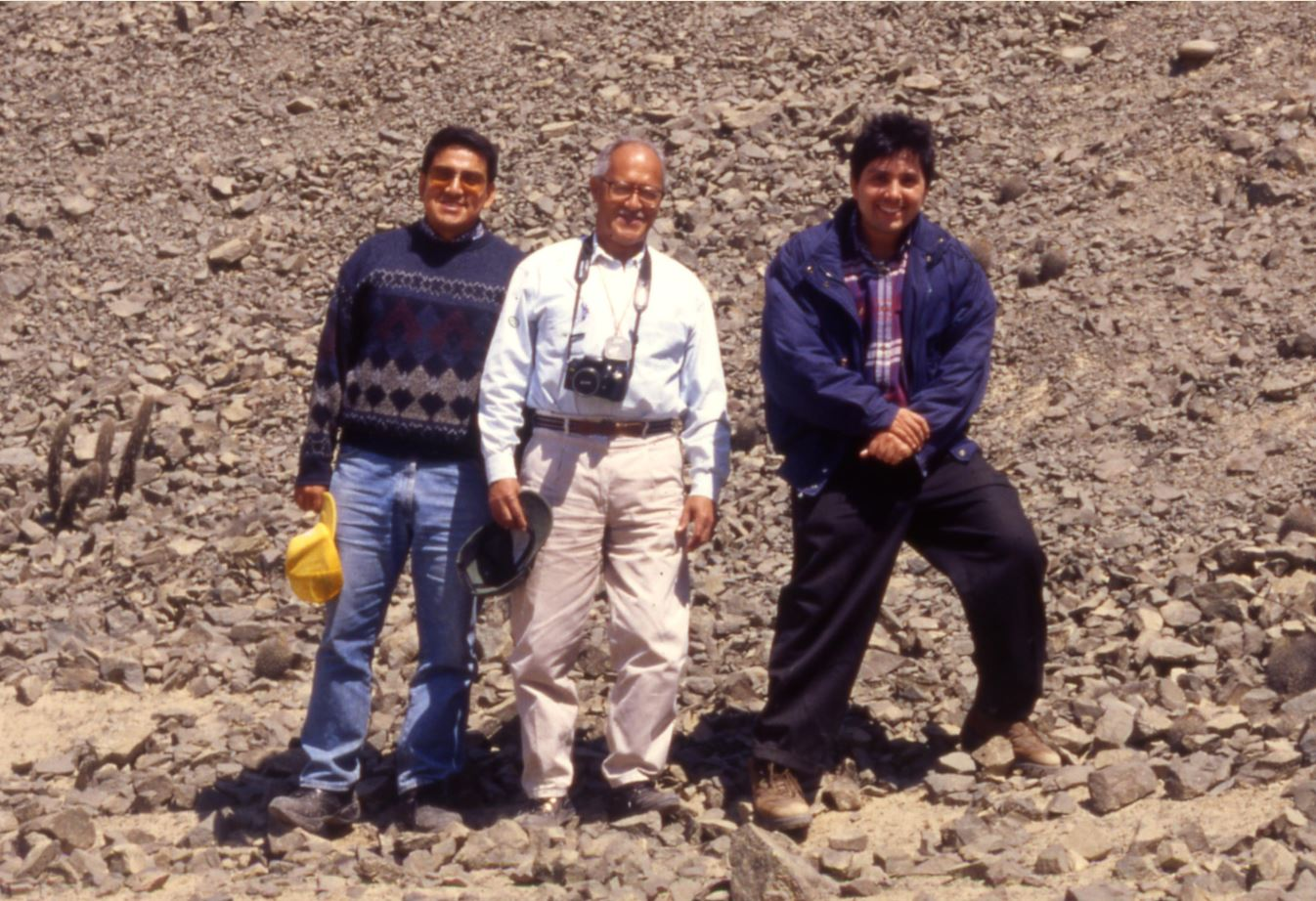
Guillermo Pino (derecha) junto a Carlos Ostolaza (centro) y Guido P. Lombardi (izquierda) en 1999

Carlos Augusto Ostolaza Nano nació el 5 de septiembre de 1936 en Lima, Perú. Estudió Medicina y se graduó de médico cirujano en la Universidad Nacional Mayor de San Marcos. Es casado con Carmen Rosa Avendaño Mustafich. Se dedica al estudio de la familia Cactaceae en Perú, así como a otras suculentas, con énfasis en las especies peruanas, siendo el referente a nivel internacional para Perú de esta familia de plantas americanas.

## Obra
Fundó la Sociedad Peruana de Cactus y Suculentas (ahora Sociedad Peruana de Cactáceas y Suculentas), el 1 de mayo de 1987. Fue su presidente en varias oportunidades y editó su revista especializada Quepo durante 25 años (1987- 2011). Actualmente es Socio Honorario de esta asociación. Fue editor invitado de la revista Zonas Áridas No. 10, 2006 de la Universidad Nacional Agraria La Molina (UNALM).
Publicó numerosos artículos en revistas nacionales: Boletín de Lima (1980 – 1985), Zonas Áridas, Quepo, Rumbos, y extranjeras como Kakteen und andere Sukkulenten (Alemania), Cactus and Succulent Society of America (USA), Succulentes (Mónaco), British Cactus and Succulent Society Journal (Inglaterra), Cactus World (Inglaterra), Cactaceae Systematics Initiatives (Inglaterra), Cactus & Co. (Italia), Nakari Sociedad Jalisciense de Cactología (México), Kaktusy I Inne (Polonia) y Cactus Aventuras Internacional (España).
Coautor del libro The Cactus Odyssey junto con Roberto Kiesling de Argentina y James D. Mauseth de Estados Unidos.
Coautor del capítulo «Cactaceae endémicas del Perú» en el libro El libro rojo de las plantas endémicas del Perú junto con Mónica Arakaki, Fátima Cáceres y José Roque.
Autor de los libros: 101 cactus del Perú en el 2011, Todos los cactus del Perú en 2014 y Diccionario Etimológico Ilustrado de Cactáceas en 2017.

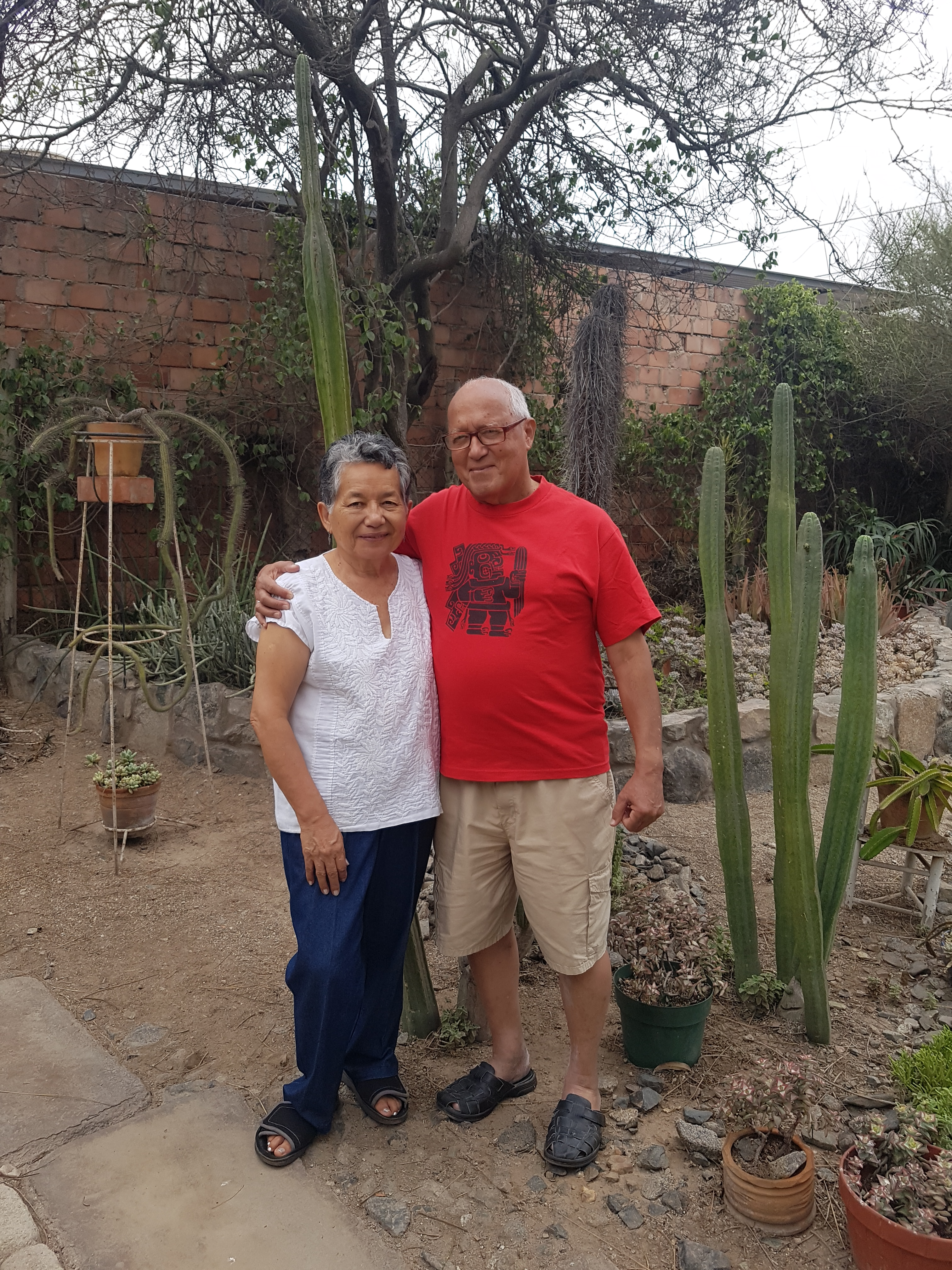
Carlos Ostolaza y su esposa Carmen Rosa en su colección en la Molina, Lima, Perú

## Honores
- Miembro Honorario de la Sociedad Peruana de Cactáceas y Suculentas) SPECS,[5] desde el 2019.
- Miembro de la Sociedad Americana de Cactus y Suculentas (CSSA) desde 1983 y Fellow desde 2001.
- Miembro de la Organización Internacional para el estudio de plantas Suculentas (IOS) desde 1986.
- Miembro de la Asociación Internacional de Amateurs de Plantas Suculentas (AIAPS) desde 1990.
- Representante del Perú en el Consejo Consultivo de la Sociedad Latinoamericana y del Caribe de Cactáceas y Suculentas (SLCCS) de 1990 a 2014.
- Miembro del Grupo de Especialistas de Cactus y Suculentas de la Comisión de Supervivencia de Especies de la Unión Internacional para la Conservación de la Naturaleza (UICN/SSC/CSPSG) desde 1995.
- Socio Honorario de la Sociedad Peruana de Botánica (SPE-BOT) desde 2006.